# Nemzeti Bajnokság I 1909-1910
L'edizione 1909-10 del Nemzeti Bajnokság I vide la vittoria finale del Ferencvárosi TC, che conquista il suo quinto titolo, il secondo consecutivo.
Capocannoniere del torneo fu Imre Schlosser del Ferencvárosi TC con 19 reti.
Il campionato era costituito da un girone per le squadre di Budapest, più altri campionati regionali. Questi si sarebbero sfidati tra di loro, e la vincente avrebbe sfidato la vincente di Budapest per il titolo nazionale. Il Győri ETO FC fu la squadra che avrebbe dovuto sfidare il Ferencvárosi TC per il titolo nazionale, ma la partita non venne disputata.

## Classifica (Budapest)
|   | Classifica          | G  | V  | N | P  | GF | GS | Dif | Pt |
| - | ------------------- | -- | -- | - | -- | -- | -- | --- | -- |
| 1 | Ferencvárosi TC (C) | 16 | 13 | 1 | 2  | 52 | 17 | +35 | 27 |
| 2 | MTK                 | 16 | 11 | 3 | 2  | 42 | 24 | +18 | 25 |
| 3 | Nemzeti SC          | 16 | 9  | 0 | 7  | 33 | 30 | +3  | 18 |
| 4 | BAK                 | 16 | 8  | 0 | 8  | 23 | 28 | -5  | 16 |
| 5 | Budapesti TC        | 16 | 6  | 2 | 8  | 32 | 34 | -2  | 14 |
| 6 | Terézvárosi TC      | 16 | 6  | 2 | 8  | 22 | 30 | -8  | 14 |
| 7 | Újpesti TE          | 16 | 6  | 1 | 9  | 27 | 33 | -6  | 13 |
| 8 | Bp. Törekvés SE     | 16 | 4  | 2 | 10 | 19 | 31 | -12 | 10 |
| 9 | MAC                 | 16 | 3  | 1 | 12 | 12 | 26 | -14 | 7  |

- (C) Campione nella stagione precedente

### Verdetti
- Ferencvárosi TC campione d'Ungheria 1909-10.
- MAC retrocesso in Nemzeti Bajnokság II.